# آيرون مان (فلم)
«آيرون مان» أو الرجل الحديدي (بالإنجليزية: Iron Man) هو فيلم أمريكي من نوع أبطال خارقين، صدر عام 2008، يستند إلى شخصية «آيرون مان» من قصص «مارفل كوميكس» المصوّرة. تولّت إنتاجه «استوديوهات مارفل» فيما تولّت توزيعه «باراماونت بيكتشرز»، ويُعدّ هذا الفيلم باكورة أعمال «عالم مارفل السينمائي» (MCU). أخرجه جون فافرو، وأسهم في كتابة نصّه كلٌّ من مارك فيرغوس وهوك أوستبي، إلى جانب آرت ماركوم ومات هولواي. يؤدي دور البطولة روبرت داوني جونيور مجسّدًا شخصية توني ستارك/آيرون مان، ويشاركه البطولة كلٌّ من تيرينس هوارد، جيف بريدجز، غوينيث بالترو، ليزلي بيب وشون توب. تدور أحداث الفيلم حول رجل الصناعة العبقري توني ستارك، الذي يُؤسر على يد جماعة إرهابية، ويتمكن أثناء أسره من ابتكار بدلة آلية مدرعة تمنحه قدرات خارقة، ليخرج من محنته وقد اتخذ لنفسه هوية البطل «آيرون مان».
ظلّ مشروع إنتاج فيلمٍ يضم شخصية «آيرون مان» قيد التطوير عبر عدة استوديوهات كبرى، منها «يونيفرسال بيكتشرز»، و«شركة فوكس للقرن العشرين»، و«نيو لاين سينما»، وذلك في فترات متقطعة منذ مطلع التسعينيات. غير أن الحقوق السينمائية عادت إلى «استوديوهات مارفل» في عام 2005، لتُقرر الشركة إطلاق الفيلم ليكون أول عمل سينمائي تموّله بشكل مستقل، بينما تولّت «باراماونت بيكتشرز» مهمة التوزيع. وقد وقّع المخرج جون فافرو عقد الإخراج في أبريل 2006، إلا أنه واجه اعتراضًا من جانب مارفل عند سعيه لإسناد الدور الرئيسي إلى روبرت داوني جونيور، قبل أن يُبرم العقد معه رسميًا في سبتمبر من العام نفسه. جرى تصوير الفيلم بين مارس ويونيو 2007، في ولاية كاليفورنيا، بهدف منح العمل هوية بصرية مختلفة عن معظم أفلام الأبطال الخارقين التقليدية التي تُصوَّر غالبًا في مدينة نيويورك. وقد أُتيح للممثلين أثناء التصوير مساحة واسعة لتطوير حواراتهم بأنفسهم، نظرًا لكون التحضيرات قبيل الإنتاج انصبّت أساسًا على بناء القصة وتصميم مشاهد الحركة. جُمع بين نماذج بدلات مطاطية ومعدنية صمّمتها شركة «ستان ونستون» وبين صور مولّدة بالحاسوب لإحياء شخصية «آيرون مان» على الشاشة وإضفاء الواقعية على الدرع الآلي الشهير.
عُرض فيلم «آيرون مان» للمرة الأولى في مدينة سيدني في 14 أبريل 2008، قبل أن يُطرح في دور العرض الأمريكية في 2 مايو من العام نفسه، بوصفه أول عمل سينمائي في المرحلة الأولى من «عالم مارفل السينمائي». وقد حقّق الفيلم نجاحًا تجاريًا بارزًا، إذ تجاوزت إيراداته العالمية 585 مليون دولار، ليحلّ في المرتبة الثامنة ضمن أعلى الأفلام دخلًا لعام 2008. ونال العمل استحسان النقّاد، الذين أثنوا على أداء روبرت داوني جونيور، وإخراج جون فافرو، وجودة المؤثرات البصرية، ومشاهد الحركة، فضلًا عن النصّ والحوار. وقد اختاره «معهد الفيلم الأمريكي» ضمن قائمة أفضل عشرة أفلام في عام 2008، كما رُشّح في الدورة الحادية والثمانين لجوائز الأوسكار لفئتين: أفضل مونتاج صوتي وأفضل مؤثرات بصرية. أدرجت «مكتبة الكونغرس» في عام 2022 الفيلم ضمن السجل الوطني للأفلام في الولايات المتحدة، تقديرًا لقيمته «الثقافية والتاريخية والجمالية». تلا الفيلم إصداران تكميليان: «آيرون مان 2» في عام 2010، و«آيرون مان 3» في عام 2013.

## الحبكة
يرث الصناعي العبقري توني ستارك شركة «ستارك إندستريز» المتخصصة في الصناعات الدفاعية، عقب وفاة والده هوارد ستارك. وفي إطار الترويج لسلاحه الجديد، صاروخ «جيريكو»، يسافر ستارك إلى أفغانستان التي تعصف بها الحرب، برفقة صديقه المقرّب وضابط الارتباط العسكري الكولونيل جيمس «رودي» رودس. وعقب نجاح العرض التجريبي للصاروخ، يتعرّض موكب ستارك لهجوم من جماعة إرهابية تُعرف باسم «الخواتم العشرة»، ويُصاب بجراح خطيرة إثر انفجار صاروخ من إنتاج شركته نفسها، قبل أن يؤسر ويُحتجز في كهف على يد الجماعة. يُنقذه طبيب يُدعى ينْسِن، وهو أسير آخر، من الموت، عبر زرع مغناطيس كهربائي في صدره، يمنع الشظايا المعدنية المغروسة في جسده من الوصول إلى قلبه. وبعد فترة وجيزة، يعرض زعيم الجماعة، رازا، إطلاق سراحه مقابل تصنيع صاروخ «جيريكو» لصالحهم، غير أن ستارك وينسن يُدركان أن رازا لا يعتزم الإيفاء بوعده.
يبدأ ستارك وينسن، سرًّا، بتشييد جهاز طاقة صغير وعالي الكفاءة يُعرف باسم «مفاعل القوس»، لتغذية المغناطيس الكهربائي المزروع في صدر ستارك. وفي خضم ذلك، يشرعان في تصميم نموذج أولي لبدلة مدرعة متطورة، تمكّنهما من الهروب من الأسر. وعلى الرغم من محاولاتهما الحثيثة لإخفاء المشروع، تكتشف جماعة «الخواتم العشرة» خطتهما وتشن هجومًا على الورشة. يضحي ينْسِن بنفسه ليمنح ستارك الوقت اللازم لاستكمال شحن البدلة، ويفارق الحياة بعد لحظات من لقاء مؤثر مع ستارك. يرتدي ستارك البدلة، ويقاتل طريقه للخروج من الكهف، ويدمر مخزون الأسلحة التابع للجماعة قبل أن يفر محلّقًا عبر الصحراء، حيث تتحطم بدلته عند الهبوط. يعثر عليه رودس لاحقًا وينقذه، ليعود بعدها إلى الولايات المتحدة. يُعلن ستارك عند عودته في مؤتمر صحفي مفاجئ قرار شركته بوقف إنتاج الأسلحة، ما يثير قلق شريكه القديم ومدير شركته التنفيذي، أوباديا ستين، الذي يحذّره من أن ذلك قد يجرّ الشركة إلى الإفلاس ويقوّض إرث والده. ينعزل ستارك في ورشته متجاهلًا التحذيرات، حيث يعمل على تطوير نسخة متقدّمة وأكثر أناقة من بدلته المدرعة، ويبتكر أيضًا مفاعل قوس جديدًا أكثر قوة لتشغيلها، بالإضافة إلى تحسين مصدر طاقة صدره. وفي لمسة وفاء، تضع مساعدته المخلصة، بيبر بوتس، المفاعل الأصلي في علبة زجاجية محفور عليها «دليل على أن توني ستارك يملك قلبًا». وعلى الرغم من إصرار ستين على الاطلاع على التفاصيل، يظل ستارك متحفظًا، ويفضّل الاحتفاظ بعمله لنفسه.
تُواجه الصحفية كريستين إيفرهارت توني ستارك بمعلومة صادمة خلال حضوره لحدث خيري: أسلحة شركته لا تزال تُباع وتُسلّم، وقد استخدمتها جماعة «الخواتم العشرة» في هجوم على قرية أفغانية هي مسقط رأس ينسن. يرتدي ستارك نسخته المطوّرة من البدلة المدرعة وينطلق إلى أفغانستان مدفوعًا بالشعور بالذنب والغضب، حيث يتدخل لإنقاذ سكان القرية ويقضي على المهاجمين. ويُرصد أثناء عودته من قبل سلاح الجو الأمريكي ويُطارد باعتباره تهديدًا مجهول الهوية. ولإنهاء المواجهة، يكشف ستارك هويته لرودس عبر اتصال مباشر، ويُقنعه بوقف الهجوم. في الأثناء، تعثر جماعة «الخواتم العشرة» على حطام البدلة الأولى التي استُخدمت في الهروب، وتُسلّم القطع إلى أوباديا ستين، الذي يتضح أنه العقل المدبّر خلف محاولة اغتيال ستارك، وقد كان يزوّد الجماعة بالأسلحة سرًّا في إطار مساعيه للانقلاب عليه والاستيلاء على إدارة الشركة. ينقلب ستين على الجماعة، ويأمر بقتل أعضائها بعد استجواب زعيمهم رازا، ثم يشرع في تطوير بدلة مدرعة هائلة باستخدام الهندسة العكسية اعتمادًا على بقايا البدلة الأصلية لستارك. يُرسل ستارك مساعدته بيبر بوتس لاختراق قاعدة بيانات «ستارك إندستريز» أثناء ذلك لتعقّب تدفق الشحنات غير المشروعة من شركتها. تكتشف بوتس أثناء بحثها أدلة دامغة تُثبت أن ستين هو من دبّر اختطاف ستارك، وأن الجماعة غيّرت نواياها عندما أدركت القيمة الكبرى لاحتجاز صانع الأسلحة نفسه. تسارع بوتس إلى اللقاء بالعميل فيل كولسون من وكالة الاستخبارات الخاصة «شيلد»، وتبلغه بتورّط ستين في هذه الأنشطة الإجرامية.
يفشل العلماء العاملون مع أوباديا ستين في إعادة إنتاج مفاعل القوس المصغّر الذي ابتكره ستارك لتشغيل بدلته، فيضطر ستين إلى اقتحام منزل ستارك، حيث يُصعقه كهربائيًا وينتزع المفاعل من صدره، تاركًا إياه على شفا الموت. يتمكّن ستارك في لحظة يائسة من استعادة وتركیب المفاعل الأصلي، الذي كانت بوتس قد احتفظت به كتذكار، ليعيد تشغيل بدلته ويبقى على قيد الحياة. تحاول بوتس، برفقة عدد من عملاء وكالة شيلد، إلقاء القبض على ستين، إلا أنه يفاجئهم بارتداء بدلة مدرعة ضخمة من تصميمه ويتغلب عليهم بسهولة. ينخرط في مواجهة شرسة مع ستارك، الذي يواجه صعوبة في مجاراته نظرًا لأن مفاعله القديم لا يمدّ بدلته بالقوة الكافية. تتصاعد المعركة إلى سطح مبنى ستارك إندستريز، وهناك يُوجِّه ستارك أوامره إلى بوتس لتعطيل مفاعل القوس الضخم المُنْبَعِثِ منه طاقة المبنى، عبر رفع مستوى التحميل إلى حدّ الانهيار. تُطلِق العملية موجة طاقة هائلة تؤدي إلى قذف ستين داخل قلب المفاعل، ليلقى حتفه في انفجار مدوٍ ينهي المعركة. يُفاجئ ستارك الجميعَ في اليوم التالي، أثناء مؤتمرٍ صحفيٍّ حاشد، بإعلانه الجريء: «أنا آيرون مان»، ليكشف عن هويته بصفته البطل الخارق، متجاهلًا نصيحة شيلد بتبني رواية مُلفّقة.
يظهر نيك فيوري، مدير وكالة شيلد، في منزل ستارك، في مشهد ما بعد الشارة، ويُبلغه بأنه «ليس البطل الخارق الوحيد في العالم»، ويُلمّح إلى وجود «كون أوسع بكثير»، عارضًا عليه الانضمام إلى ما يُعرف لاحقًا باسم «مبادرة المنتقمون».

## طاقم التمثيل
- روبرت داوني جونيور في دور توني ستارك / آيرون مان:

رجل صناعي لامع، ومخترع فذ، ومغامر يتمتع بكاريزما متفجرة، يشغل منصب الرئيس التنفيذي لشركة «ستارك إندستريز»، ويُعد العقل المدبر وراء ترسانة الأسلحة التي يزوَّد بها الجيش الأمريكي. رأى المخرج جون فافرو في داوني الخيار الأمثل لتجسيد هذه الشخصية المعقّدة، نظرًا لتجربته الشخصية الغنية والمضطربة، والتي جعلت منه – بحسب فافرو – قادرًا على تقديم ستارك ليكون شخصية «وَغِدة لكنها محبوبة»، تجمع بين التهكّم والذكاء، وتتمكن من قيادة الجمهور في رحلة عاطفية متماسكة عند تحوّله إلى بطل خارق.
استند فافرو جزئيًا في اختياره إلى أداء داوني في فيلم كيس كيس بانغ بانغ (2005)، حيث جذبته خفة ظلّه وتلقائيته، ما دفعه إلى تشجيع داوني على التعاون مع مخرج ذلك الفيلم شين بلاك لتبادل الرؤى حول الحوارات وبنية السيناريو. خُصص لداوني مكتب ملاصق لمكتب فافرو خلال مرحلة ما قبل الإنتاج لتعميق مشاركته الإبداعية، مما منحه مساحة فعّالة لإدخال لمساته الشخصية على السيناريو، لا سيما في جانب الفكاهة والتعليقات الارتجالية.

صرّح داوني لاحقًا:
ما أكرهه عادةً في أفلام [الأبطال الخارقين] هو تلك اللحظة التي يتحوّل فيها الرجل الذي كنت معجبًا به فجأة إلى نسخة مثالية من 'دادلي دو-رايت'، ثم يُفترض بك أن تنخرط دون تردّد في خطابه: 'هيا بنا لننقذ العالم!' — ذلك النموذج من البطولة المصطنعة، على طريقة إليوت نيس بعباءة. ما كان مهمًا حقًا بالنسبة لي هو ألّا يتغير توني ستارك لدرجة يصبح فيها شخصًا آخر لا يُعرف. عندما يكون المرء وغدًا ثم يتغيّر، فالأمل أن يحتفظ على الأقل بحسّ الفكاهة.
سعيًا منه لتجسيد الدور بدنيًا، خضع داوني لبرنامج تدريبي صارم شمل تمارين رفع الأثقال وفنون القتال خمسة أيام في الأسبوع، مؤكدًا أن الاستعداد الجسدي ساعده على تجاوز التحديات النفسية للوقوف لساعات داخل البدلة المعدنية الثقيلة. قال مازحًا:
من الصعب ألا تُصاب بانهيارٍ نفسي... بعد ساعاتٍ من ارتداء تلك البدلة. أستعيد كل لحظةٍ علاجيةٍ تخطر ببالي لأتجاوز يومي.
- تيرينس هوارد في دور جيمس «رودي» رودس:

الضابط العسكري الصارم وصديق توني ستارك المقرب، يعمل وسيطًا بين شركة ستارك إندستريز وسلاح الجو الأمريكي، وتحديدًا في قسم الاستحواذ وتطوير الأسلحة. اختاره المخرج جون فافرو لأداء الدور استنادًا إلى قناعته بأنه مؤهل لتجسيد شخصية «وور ماشين» في أجزاء لاحقة من السلسلة. وفي إطار تحضيره للدور، قام هوارد في 16 مارس 2007 بزيارة إلى قاعدة نيليس الجوية، حيث التقى الطيارين العسكريين، وتناول معهم الطعام، واطّلع عن قرب على مروحيات الإنقاذ سيكورسكي إتش إتش-60 بايف هوك والطائرات المقاتلة لوكهيد مارتن إف-22 رابتور.

رغم أن شخصية رودس تُصوَّر في القصص المصورة على أنها شخص متهوّر بعد تعرّفه إلى ستارك، فإن خلفيته العسكرية المنضبطة في الفيلم تخلق توترًا ديناميكيًا مثيرًا مع شخصية ستارك المتمرّدة. عبّر هوارد عن هذا الصراع الداخلي قائلًا:
رودي مستاء تمامًا من الطريقة التي عاش بها توني حياته، لكنه في مرحلة ما يبدأ في التساؤل عمّا إذا كانت هناك طريقة أخرى ممكنة.... أيّ حياة هي الأصح: حياة الانضباط العسكري، أم حياة الرجل الحرّ؟
كان هوارد ووالده من المعجبين بشخصية آيرون مان منذ الطفولة، وقد ازداد تعلقه بها لكون رودس أحد الأبطال الخارقين السود القلائل الذين وجدوا تمثيلًا في هذا العالم. كما أعرب عن إعجابه الكبير بروبرت داوني جونيور منذ ظهوره في فيلم علم عجيب (1985)، وشهد موقع التصوير منافسة جسدية ودّية بينهما. وقد وقّع هوارد عقدًا مع استوديوهات مارفل لأداء الدور في ثلاثة أفلام.
- جيف بريدجز في دور أوباديا ستين:

نائب توني ستارك في شركة «ستارك إندستريز»، ومرشده القديم وصديقه المقرّب، الذي يتحوّل لاحقًا إلى خصمٍ يسعى للاستيلاء على الشركة، ويقوم في نهاية المطاف ببناء بدلة مدرّعة هائلة لمواجهة ستارك. تعود علاقة بريدجز بعالم القصص المصوّرة إلى طفولته، وقد أعرب عن إعجابه برؤية جون فافرو الواقعية والمعاصرة في تناول شخصيات مارفل. حلق رأسه وأطلق لحيته ليتقمص مظهر ستين، كما أجرى بحثًا حول سفر عوبديا في الكتاب المقدّس، حيث فاجأه أن «الثأر» يمثّل أحد مواضيعه المحورية، وهو ما انعكس بجلاء في شخصية ستين الانتقامية. ورغم تقليص عدد من مشاهده خلال عملية التحرير لصالح التركيز على توني ستارك، رأى الكُتّاب أن أداء بريدجز القوي مكّنهم من تطبيق مبدأ «الأقلّ هو الأكثر» بشكل فعّال دون الإخلال بتأثير الشخصية.
- غوينيث بالترو في دور فيرجينيا «بيبر» بوتس:

المساعدة الشخصية لتوني ستارك، واهتمامه العاطفي الذي يتطور تدريجيًا خلال أحداث الفيلم. حرصت بالترو على الغوص في خلفية الشخصية، وطلبت من مارفل تزويدها بالقصص المصوّرة التي اعتبروها مرجعًا، فوجدت في بوتس شخصية ذكية، رزينة، ومتّزنة. أعربت عن إعجابها بتجسيد «جاذبية جنسية غير فاضحة»، معتبرةً ذلك من عناصر قوة الدور. أراد فافرو أن تعكس العلاقة بين بوتس وستارك روح الكوميديا الكلاسيكية في أفلام الأربعينيات، وهو ما اعتبرته بالترو تحديًا ممتعًا يصوغ علاقة «بريئة ولكن مثيرة» في آنٍ معًا.
- ليزلي بيب في دور كريستين إيفرهارت:

صحفية تعمل لصالح مجلة فانيتي فير، تتقاطع مهنيًا وشخصيًا مع توني ستارك، وتؤدي دورًا مهمًا في كشف نشاطات شركته المريبة، ما يساهم في تحفيز تحوّله إلى آيرون مان.
- شون توب في دور هو ينسن:

الطبيب والمهندس الأسير الذي يلتقي بتوني ستارك داخل كهف الخواتم العشرة، ويقوم بزرع مغناطيس كهربائي في صدره لإنقاذ حياته، مانعًا شظايا القذيفة من الوصول إلى قلبه. يساند ستارك في بناء أول بدلة آيرون مان، ويضحّي بحياته لإتاحة الفرصة له للهرب.
- أدوار مساندة وظهورات خاصة:

يؤدي فران طاهر دور رازا، زعيم جماعة «الخواتم العشرة» الإرهابية التي تختطف توني ستارك وتدفعه إلى نقطة التحوّل المصيرية. ويؤدي بول بيتاني الأداء الصوتي لـجارفيس، نظام الذكاء الاصطناعي الشخصي الذي طوّره ستارك، والذي يضطلع بدور أساسي في تشغيل مختبره وتقنيات بدلته المتقدّمة. أما كلارك غريغ فيظهر بدور العميل فيل كولسون من وكالة الاستخبارات الإستراتيجية شيلد، في أول ظهور سينمائي لهذه الشخصية التي ستغدو لاحقًا إحدى ركائز عالم مارفل السينمائي.
يقدّم ويل ليمان التعليق الصوتي في مشهد حفل توزيع الجوائز الافتتاحي، بينما يظهر جون فافرو، مخرج الفيلم، في دور هارولد «هابي» هوغان، الحارس الشخصي لتوني ستارك وسائقه. ويقدّم صامويل إل. جاكسون ظهورًا غير معتمد في مشهد ما بعد الشارة بدور نيك فيوري، مدير وكالة شيلد، حيث يفتتح بذلك خيوط «الكون الأوسع» في عالم مارفل السينمائي. يُذكر أن ملامح جاكسون استُخدمت سابقًا نموذجًا بصريًا لشخصية نيك فيوري في سلسلة القصص المصورة ألتيميت مارفل.
يظهر ستان لي من بين الظهورات اللافتة الأخرى، مبتكر عدد من شخصيات مارفل، في مشهدٍ طريف حيث يخطئه ستارك في هيو هيفنر خلال حفل راقٍ. ويؤدي بيتر بيلينغسلي دور ويليام غينتر ريفا، أحد العلماء العاملين لدى أوباديا ستين. كما يُطلّ توم موريلو، عازف الجيتار في فرقة ريج أغينست ذا ماشين الذي أسهم في الموسيقى التصويرية للفيلم، في دور أحد الحراس التابعين لجماعة الخواتم العشرة. ويظهر جيم كرامر، مقدم برنامج ماد ماني، بدور نفسه.
ظهر مغنّي الراب غوستفيس كيلا – المعروف باستخدامه للقب «آيرون مان» – في مشهد يظهر فيه مع ستارك خلال إقامة الأخير في دبي، غير أن المشهد حُذف من النسخة النهائية للفيلم لأسباب تتعلق بإيقاع السرد.

## الإنتاج

### التطوير
استحوذت شركة «يونيفرسال بيكتشرز» في أبريل 1990 على حقوق تحويل شخصية «آيرون مان» إلى عمل سينمائي، وعيّنت ستيوارت غوردون لإخراج فيلم منخفض الميزانية يستند إلى الشخصية. انتقلت الحقوق إلى «شركة فوكس للقرن العشرين» مع حلول فبراير 1996. وفي يناير 1997، أبدى نيكولاس كيج اهتمامه بتجسيد الشخصية، أعقبه في سبتمبر 1998 إعلان توم كروز عن رغبته في إنتاج الفيلم والتمثيل فيه. تولّى جيف فينتار، بالتعاون مع ستان لي، أحد مبتكري الشخصية، كتابة قصة للفيلم، ثم قام فينتار بصياغتها إلى سيناريو، قدّم من خلاله أصلًا جديدًا للشخصية مستلهمًا من الخيال العلمي، وجعل من «مودوك» الخصم الرئيسي.

أشاد توم روثمان، رئيس الإنتاج في فوكس، بالسيناريو، معتبراً إياه عاملًا حاسمًا في فهمه العميق للشخصية. وفي مايو 1999، أُسندت مهمة إعادة كتابة السيناريو إلى جيفري كاين. بحلول أكتوبر من العام نفسه، دخلت فوكس في محادثات مع كوينتين تارانتينو لتولي الكتابة والإخراج. غير أن الاستوديو، في ديسمبر التالي، قرّر بيع الحقوق إلى «نيو لاين سينما»، مبررًا قراره بأن كثرة مشاريع الأبطال الخارقين قيد التطوير آنذاك لدى فوكس حالت دون إنجاز جميعها، رغم ما رآه من قوة في سيناريو فينتار/لي.
عملنا مع باحثي مايكل كرايتون لإيجاد تصور عملي وواقعي للبدلة. كانت الفكرة أنها ضرورية لبقائه حيًا. استخدمنا الفريق نفسه الذي استعنا به في سبايدر مان 2 لتطوير رقائق التحكم في د. أوك، وتحديد مواد وأسس تصميم أذرعه... أما ماندرين، فكان في نسختنا إرهابيًا إندونيسيًا يتنكر في هيئة مغامر ثري يعرفه توني.

— ألفريد غوف، عن مسودته لمشروع «نيو لاين» الذي لم يُنجز
تولى كل من تيد إليوت وتيري روسيو وتيم ماكانليس كتابة سيناريو الفيلم لصالح «نيو لاين سينما» بحلول يوليو 2000. استند سيناريو ماكانليس إلى فكرة ظهور نيك فيوري بمشهد تمهيدي، تمهيدًا لفيلمه الخاص. دخلت «نيو لاين» في مفاوضات مع جوس ويدون في يونيو 2001، المعروف بولعه بالشخصية، لتولي الإخراج، بينما سلّم ماكانليس في ديسمبر 2002 نسخة مكتملة من السيناريو. اتبعت «نيو لاين» نهجًا غير مألوف في كتابة نص الفيلم، إذ استأجرت ديفيد هايتر، وديفيد إس. غوير، ومارك بروتوسيفيتش، ليدخلوا في جلسات نقاشية مصوّرة امتدت عدة أيام، تناولوا فيها شخصية آيرون مان من مختلف الزوايا. جرى في أعقاب ذلك التعاقد مع هايتر عام 2004 لصياغة سيناريو جديد، أعاد من خلاله العمل على نصوص سابقة أعدّها جيف فينتار، وألفريد غوف، ومايلز ميلار، والتي تضمنت حينها ظهور «ماندارين» خصمًا رئيسيًا، و«بيبر بوتس» اهتمامًا عاطفيًا للبطل. استبعد هايتر شخصية «ماندارين»، واختار بدلًا من ذلك أن يضع آيرون مان في مواجهة والده، هوارد ستارك، الذي يتحول بدوره إلى «وور ماشين»، مبررًا هذا التوجّه بالقول: «من الأفضل أن يعكس خصمك بطل قصتك قدر الإمكان.» كما استبدل بوتس بشخصية «بيثاني كايب» لتؤدي دور الحبيبة في هذه النسخة. أعلنت الاستوديوهات في ديسمبر 2004 عن إسناد الإخراج إلى نيك كاسافيتس، مع تحديد عام 2006 موعدًا مبدئيًا للإصدار. غير أن هذا الاتفاق انهار في نهاية المطاف، فعادت حقوق الفيلم إلى مارفل مجددًا.
شرعت «استوديوهات مارفل» في تطوير مشروع آيرون مان من نقطة الصفر في نوفمبر 2005، معلنةً أنه سيكون أول فيلم تنتجه بشكل مستقل، باعتبار أن الشخصية كانت الأخيرة من أبطال مارفل الرئيسيين الذين لم يُقدَّموا بعد في عمل حي. جرى اختيار «باراماونت بيكتشرز» لتكون شريك التوزيع الرسمي للفيلم. ورغم هذا التوجّه الطموح، كشف المنتج المساعد جيريمي لاتشام أن مارفل «تواصلت مع نحو ثلاثين كاتبًا، وجميعهم رفضوا المشاركة»، معلّلين ذلك بغموض الشخصية نسبيًا، وكون المشروع إنتاجًا خالصًا لمارفل دون شريك إبداعي. وحتى بعد توفر سيناريو أولي، قُوبلت طلبات إعادة الكتابة بالرفض مرارًا. ومن اللافت أن بعض المسودات المبكرة للنص أشارت مباشرة إلى فيلم سبايدر مان 2 (2004) من إنتاج «سوني بيكتشرز»، حيث صوّرت توني ستارك على أنه مبتكر الأذرع البيونية لشخصية «أوتو أوكتافيوس». ولتحقيق انتشار أوسع للشخصية ورفعها إلى مستوى الشهرة الذي يحظى به كل من «سبايدر مان» و«هالك»، أجرت مارفل مجموعات تركيز لبحث الكيفية المثلى لتجاوز التصوّر العام الذي يرى في آيرون مان مجرد «روبوت». واستندت مارفل إلى نتائج تلك الدراسات في إعداد خطة مدروسة لبناء الوعي بالشخصية، تضمنت إطلاق ثلاثة أفلام قصيرة متحركة قُبيل عرض الفيلم، حملت عنوان إعلانات آيرون مان، وأنتجها تيم ميلر بالتعاون مع استديو بلور.

## ما قبل الإنتاج
تسلّم جون فافرو دفة الإخراج في أبريل 2006، واحتفل بنيله الوظيفة بخضوعه لنظام غذائي صارم أفقده 70 رطلاً (نحو 32 كغ). كان فافرو يطمح إلى التعاون مجددًا مع المنتج آفي آراد بعد عملهما المشترك في ديرديفيل، ووجد في آيرون مان فرصة لصنع فيلم تجسسي بطابع سياسي طموح، متأثرًا بأعمال توم كلانسي وجيمس بوند، ومستلهِمًا من روبوكوب، ووصف مقاربته بأنها تشبه «فيلمًا مستقلاً وكأن روبرت ألتمان أخرج سوبرمان»، مشبهًا المشروع أيضًا بـ بداية باتمان. سعى فافرو إلى تقديم حكاية رجل ناضج يعيد اختراع ذاته حرفيًا بعد أن يواجه عالمًا أكثر تعقيدًا مما كان يتصوره. نقل أصل القصة من حرب فيتنام إلى أفغانستان، لتجنّب الطابع التاريخي المحض. استعان في كتابة السيناريو بفريقين: آرت ماركوم ومات هولواي، ثم مارك فيرغوس وهوك أوستبي، قبل أن يدمج فافرو مساهمات الفريقين في نسخة موحّدة، قام جون أوغست لاحقًا بصقلها. ولضمان الاتساق مع الرؤية الكوميكّية، جرى الاستعانة بخبرات نخبة من كتّاب القصص المصوّرة، من بينهم مارك ميلار، براين مايكل بنديس، جو كويسادا، توم بريفورت، أكسل ألونسو، ورالف ماكيو. غادر آراد استوديوهات مارفل في مايو 2006 ليبدأ مسيرته منتجًا مستقلًا، لكنه حافظ على اسمه ضمن المنتجين نظرًا لمشاركته في المراحل الأولى من المشروع. انضم ماثيو ليباتيك ليشغل منصب مدير التصوير بحلول يوليو 2006.
خطط جون فافرو منذ البداية لاختيار وجه جديد للدور الرئيسي، مؤمنًا بأن «هذه النوعية من الأفلام لا تحتاج إلى نجم باهظ؛ آيرون مان هو النجم، البطل الخارق هو النجم الحقيقي.» واستشهد فافرو بنجاح إكس-مين وسبايدر-مان دون الاعتماد على نجوم كبار، ما شجّع التنفيذيين على الإيمان بالجدوى التجارية للمشروع. وُضع عدد من الأسماء في الاعتبار للدور، من بينهم جيم كافيزيل، تيموثي أوليفانت، سام روكويل، وكلايف أوين. ورغم اهتمام روكويل بعد التواصل معه، إلا أن اللقاء الذي جمع فافرو بروبرت داوني جونيور كان حاسمًا؛ رأى فيه المخرج المرشح الأمثل لتجسيد توني ستارك. كان فافرو يرى في داوني شغفًا أصيلًا بالقصص المصورة، لكنه رأى كذلك ما هو أعمق: تقاطعًا بين حياة الممثل ومسيرة البطل. قال في هذا الصدد: «أفضل وأسوأ لحظات حياة روبرت وقعت تحت الأضواء. كان عليه أن يعثر على توازن داخلي لتخطي عقبات فاقت مجاله المهني. هذا هو توني ستارك.» ورغم المعارضة التي واجهها من إدارة مارفل إنترتينمنت، أصر فافرو على خياره، مؤكدًا: «كانت مهمتي بصفتي مخرج أن أثبت أن هذا هو الخيار الأمثل إبداعيًا... الجميع يعرف موهبة روبرت، وعبر دراستي للشخصية وتطوير السيناريو، رأيت انسجامًا بين الجانبين المشرق والمظلم في شخصية توني وروبرت.» دفعت مديرة الاختيار، سارة هالي فين، داوني إلى تسجيل شريط اختبار لإقناع المعترضين، غير أن التحفظات ظلت قائمة. وفي خطوة حاسمة، سرّب فافرو خبر ترشيح داوني للصحافة، وهو ما أثار ردود فعل متحمسة في أوساط الجمهور، وأسهم في تغيير موقف التنفيذيين، ليُعلن في سبتمبر 2006 رسميًا اختيار داوني لتجسيد آيرون مان. ومن الطريف أن سام روكويل، الذي لم يحظَ بالدور، عاد لاحقًا ليجسد شخصية جاستن هامر في آيرون مان 2 (2010). تقاضى داوني 500،000 دولار عن الجزء الأول، وخلال التحضيرات للتصوير، اصطحب إيلون ماسك كلًا من فافرو وداوني في جولة داخل شركة «سبيس إكس»، وقال داوني لاحقًا مازحًا: «إيلون كان من ذلك النوع الذي قد يسهر مع توني ويحتفل معه، أو ربما ينطلقان في رحلة سريالية إلى الغابة لاحتساء مشروب مع شامان.»
استمر العمل على اختيار الممثلين خلال الأشهر التالية من انضمام داوني. أعلنت مارفل انضمام تيرينس هوارد لتجسيد دور جيمس «رودي» رودس في أكتوبر 2006، صديق توني المقرب، ليصبح أول ممثل يُوقّع رسميًا للفيلم. حاول فافرو ضم رايتشل مكأدامز لتأدية دور فيرجينيا «بيبر» بوتس، لكنها رفضت الدور لتكريس وقتها لحياتها العائلية. وقع الاختيار على غوينيث بالترو في يناير 2007 لأداء دور بيبر، بينما انضم جيف بريدجز في فبراير لأداء دور غامض لم يُفصح عنه في البداية. تواصل صناع الفيلم أيضًا مع دون تشيدل لأداء شخصية رودس، الذي سيحل لاحقًا محل هوارد ابتداءً من آيرون مان 2. واجه فافرو تحديًا مع اختيار الشرير الرئيسي؛ فقد بدا له أن شخصية «ماندارين»، رغم كونها الخصم الأشهر في القصص المصورة، تفتقر إلى الواقعية المطلوبة، لا سيما بعد ملاحظات قدمها مارك ميلار بخصوص السيناريو. إحدى التصورات المبكرة صوّرت ماندارين على أنه منافسًا صناعيًا لستارك يملك برجًا مقابلًا لمقر شركته، وينتهي الأمر به بحفر نفق تحت ستارك إندستريز لسرقة تقنياته، وهي حبكة وصفها المنتج المساعد جيريمي لاتشام بأنها «رهيبة بشكل لا يُصدّق» و«باهتة إلى حد الإحباط». رأى فافرو أن عناصر الفانتازيا في قدرات ماندارين، مثل خواتمه السحرية، لا تصلح إلا لفيلم بتوجه أكثر خيالية، ربما في أجزاء لاحقة. شبّه هذا القرار بإبقاء شخصية «ساورون» في الظل ضمن سيد الخواتم أو الإمبراطور بالباتين في حرب النجوم. سعى فافرو أيضًا إلى منح آيرون مان خصمًا ضخمًا بدنيًا، ما قاده إلى تعديل السيناريو وتحويل أوباديا ستين إلى العدو الأساسي، لا سيما بعد انضمام بريدجز لأداء الدور. كانت الخطط الأولية تقضي بتحول ستين إلى شرير في الجزء الثاني، بل وتضمنت نسخة من السيناريو نجاته من بدلته التالفة. كما ظهرت شخصية «كريمسون دينامو» ضمن المسودات الأولى، أحيانًا ممزوجة بعناصر من شخصية الماندارين. حرص فافرو على تضمين إشارات خفية لمحبي القصص المصورة، مثل تسمية الطائرتين المقاتلتين اللتين تهاجمان آيرون مان بـ«ويبلاش 1» و«ويبلاش 2»، في تلميح إلى شخصية الشرير ويبلاش، إضافة إلى ظهور درع كابتن أمريكا ضمن ورشة توني ستارك.
سعى فافرو إلى تقديم فيلم ينبض بالواقعية، مركّزًا على عملية تطوير بدلة آيرون مان عبر ثلاث مراحل متعاقبة. استعان بالمصمم الأسطوري ستان ونستون، الذي شاركه سابقًا في زاثورا وكان من محبي القصص المصورة، لبناء نسخ معدنية ومطاطية من البدلة. جاءت بدلة «مارك 1» بتصميم خشن يعكس كونها مصنوعة من قطع غيار مرتجلة، مع درع أمامي كثيف وخلفية أقل تحصينًا، بما يتماشى مع احتياجات ستارك للقتال الهجومي. وقد مهّد هذا التصميم أيضًا لبنية بدلة «ستين» لاحقًا. صنعت الشركة نسخة واقعية من البدلة بوزن بلغ 41 كيلوغرامًا (90 رطلاً)، وأُصيب طاقم العمل بالذعر عندما سقط مؤدي المشاهد الخطيرة داخلها، إلا أن الحادثة مرت بسلام دون ضرر. وُجه التصميم أيضًا ليُرتدى الجزء العلوي منه منفصلًا عند الحاجة. لبناء شخصية «آيرون مونغر»، التي تمثل البدلة التي يرتديها أوباديا ستين، شيدت شركة ونستون مجسمًا آليًا (أنيماترونيك) بارتفاع ثلاثة أمتار ووزن 360 كيلوغرامًا، تطلّب تشغيله خمسة أفراد لتحريك الذراعين، وثُبّت على ذات المحورين لمحاكاة المشي. لم يُستخدم اسم «آيرون مونغر» رسميًا للإشارة إلى البدلة داخل الفيلم، رغم أن ستين يذكره على أنه تشبيه له ولنظيره ستارك في إحدى الحوارات. استعان الفريق أيضًا بنموذج مصغّر لتصوير مشاهد بناء البدلة. أما بدلة «مارك 2»، فجاءت بتصميم يُحاكي الطائرات النفاثة، بأجنحة بارزة ونسب أكثر انسيابية. تولّى تصميم بدلة «مارك 3» كل من آدي غرانوف، فنان القصص المصورة المتخصص بآيرون مان، والمصمم فيل سوندرز، الذي انضم إلى المشروع بعدما اكتشف فافرو أعمال غرانوف على حسابه في «ماي سبيس». استلهم سوندرز من تصاميم غرانوف وأضاف إليها لمسات أكثر واقعية، مبتعدًا عن الطابع الكرتوني في النسب والأبعاد. كان من المخطط أن تظهر بدلة «وور ماشين» أيضًا في الفيلم، إذ صمّمها سوندرز لتُعرف باسم «مارك 4»، وتضم عناصر قتالية قابلة للتركيب فوق بدلة «مارك 3»، على أن يرتديها توني ستارك في ذروة المعركة الأخيرة. غير أن هذا المخطط أُلغي في منتصف مرحلة ما قبل الإنتاج.

### التصوير
اتُّخذ من مسارح التصوير القديمة التابعة لشركة هوارد هيوز في بلايا فيستا، لوس أنجلوس، مقرًا لتصوير الفيلم. ومثلما ألهم هوارد هيوز ابتكار شخصية آيرون مان في القصص المصورة، فقد رأى صُنّاع الفيلم في تصوير مشاهد بناء البدلة الطائرة «مارك 3» في المكان ذاته الذي شُيّدت فيه طائرة «إتش-4 هيركوليز» التي صمّمها هيوز، مفارقة رمزية لافتة. أما فافرو، فاختار استبعاد موقع الساحل الشرقي كما في القصص الأصلية، مبررًا ذلك بتشبع أفلام الأبطال الخارقين السابقة بذلك الموقع، ورغبته في منح الفيلم طابعًا بصريًا مختلفًا.
بدأ التصوير في 12 مارس 2007، بقيادة مدير التصوير ماثيو ليباتيك. خُصصت الأسابيع الأولى لتصوير مشاهد أسر توني ستارك في أفغانستان، داخل كهف صُمم بطول يتراوح بين 140 و180 مترًا، تفرّعت فيه الممرات لتمنح فريق التصوير حرية حركة أكبر. استلهم مصمم الإنتاج، جاي مايكل ريفا، ملامح الموقع من لقطات لمقاتل من طالبان ظهرت أنفاسه المتجمدة وهو يتحدث، مما جعله يدرك أن الكهوف النائية باردة بطبيعتها، فزوّد الموقع بنظام تكييف لمحاكاة تلك البرودة. كما استشار روبرت داوني بشأن تفاصيل الحياة داخل الأسر، كاللجوء إلى جورب لصنع الشاي. صُوّرت لاحقًا مشاهد أسر ستارك في منطقة «لون باين»، بينما جرى تصوير مشاهد خارجية أخرى لأفغانستان في كثبان أولانشا الرملية، حيث واجه الطاقم رياحًا تراوحت سرعتها بين 64 و97 كم/س لمدة يومين. شارك نحو 150 عنصرًا من القوات المسلحة على أنهم كومبارس خلال ثلاثة أيام من التصوير في قاعدة إدواردز الجوية في منتصف أبريل. وقدمت وزارة الدفاع الأمريكية دعمًا إنتاجيًا تمثل في توفير أقمشة لـ100 زي عسكري، وطائرات إف-22 رابتور، ومروحيتين إتش إتش-60، وطائرة سي-17 واقفة. في المقابل، قدّمت الوزارة استشارات للفيلم حول مشاهد محددة تتعلق بالجيش وحواراته، شملت تعديل توجه ستارك من معارضة تجارة الأسلحة إلى بيع تقنيته للجيش الأمريكي. أُضيفت مشاهد خارجية لمنزل ستارك رقميًا إلى لقطات ملتقطة في بوينت دوم، ماليبو، بينما بُنيت ديكوراته الداخلية في بلايا فيستا، حيث حرص فافرو وريفا على إضفاء طابع عملي خشن على التصميم، بعيدًا عن الخيال العلمي. اختُتم التصوير في 25 يونيو 2007 في سيزار بالاس، لاس فيغاس. علّق فافرو، الذي كان يخوض أولى تجاربه مع أفلام الحركة، قائلاً: «أدهشني أنني أنهيت التصوير في الموعد المحدد. كنت أظن أنني سأواجه كثيرًا من العثرات»، موضحًا أنه استعان بخبراء في تصميم مشاهد الحركة، لضمان أن تتكامل القصة الإنسانية مع روح القصص المصورة.
شهد الفيلم قدرًا كبيرًا من الارتجال في مشاهد الحوار، نظرًا لعدم اكتمال النص عند بدء التصوير، إذ ركّز صنّاع الفيلم في البداية على ضمان اتساق الحبكة وتخطيط مشاهد الحركة. رأى فافرو أن الارتجال سيضفي طابعًا طبيعيًا على الأداء. استُخدمت كاميرتان في بعض المشاهد لالتقاط الجُمل التي تُرتجل في اللحظة، وتم تنفيذ لقطات متعددة، إذ كان روبرت داوني يسعى لتجربة شيء جديد في كل مرة. جاءت فكرة عقد توني ستارك مؤتمره الصحفي وهو جالس على الأرض من اقتراح داوني، وكذلك كتب بنفسه الخطاب الذي يلقيه خلال عرض سلاح «جيريكو». أما الجملة الختامية الشهيرة «أنا آيرون مان»، فكانت ارتجالًا خالصًا من داوني أيضًا، وقد رأى كيفن فايغي أنها تتماشى تمامًا مع شخصية ستارك. شبّه جيف بريدجز تجربة التصوير هذه بـ«فيلم طلابي بميزانية 200 مليون دولار»، مشيرًا إلى القلق الذي انتاب مديري مارفل عندما كان الأبطال يبتكرون حواراتهم يوم التصوير. ولفت إلى أنهم، في بعض الأحيان، كانوا يعيدون توزيع الأدوار أثناء البروفات، فيتبادل مع داوني الأدوار ليستمع كل منهما إلى سطور الآخر من زاوية مختلفة. أما غوينيث بالترو، فلم تكن مرتاحة كثيرًا للارتجال، لذلك كان فافرو يدون ملاحظات من عباراتها العفوية أثناء التمارين أو في لحظات غير رسمية، ويضمّنها لاحقًا في حوارات شخصية «بيبر بوتس».
ابتكر فريق العمل مشهدًا يُعرض بعد نهاية التتر، يظهر فيه نيك فيوري، وتواصلوا مع صامويل إل. جاكسون لمعرفة ما إذا كان مهتمًا بتجسيد الشخصية، خاصة وأن جاكسون كان قد اكتشف قبل سنوات أن ملامحه استُخدمت في تصميم شخصية فيوري ضمن سلسلة ألتميت مارفل من القصص المصورة. ومع ذلك، أوضح جيريمي لاتشام أن ظهور جاكسون في ذلك المشهد لم يكن مشروطًا بأي اتفاق لمشاركته في أفلام لاحقة، بل كان مجرد «فكرة غريبة، لعلّ الناس يهتمّون إن وضعناها في النهاية». عُدّل حوار المشهد خلال التصوير، حيث قدّم كاتب القصص المصورة براين مايكل بنديس ثلاث صفحات من النص المقترح، ليختار منها صنّاع الفيلم أفضل السطور لأداء جاكسون في موقع التصوير. صُوّر المشهد بطاقم محدود حفاظًا على سريّته، لكن شائعات عنه سرعان ما تسربت إلى الإنترنت. دفع ذلك فايغي إلى إزالة المشهد من جميع النسخ التجريبية التي عُرضت قبل إطلاق الفيلم، لضمان عنصر المفاجأة وإبقاء الجمهور في حالة ترقّب. صُوّر أيضًا نسخة بديلة من المشهد يتحدث فيها فيوري صراحة عن «حوادث أشعة غاما، ولسعات حشرات مشعّة، ومسوخ من كل صنف»، في إشارة مباشرة إلى هالك، وسبايدر-مان، وفريق الإكس-من. إلا أن هذه النسخة حُذفت لاحقًا بسبب امتلاك «سوني بيكتشرز» و«توينتيث سينتشوري فوكس» الحقوق السينمائية لسبايدر-مان والإكس-من آنذاك.

### ما بعد الإنتاج
كان الشاغل الأساسي لجون فافرو خلال مرحلة ما بعد الإنتاج هو ضمان سلاسة الانتقال بين البدلات العملية وتلك المُولدة بالحاسوب، دون أن تبدو الفروقات صارخة للعين. قرر الاستعانة بشركة إندستريال لايت آند ماجيك لتنفيذ الجزء الأكبر من المؤثرات البصرية للفيلم وبعد أن شاهد مؤثرات قراصنة الكاريبي: في نهاية العالم وترانسفورمرز. كما تولّت شركتا ذا اورفنج وذا إيمبسي تنفيذ أعمال إضافية، إذ أنشأت الأخيرة نسخة رقمية كاملة من بدلة «مارك 1». صُوّرت بعض اللقطات بمساعدة الممثل روبرت داوني جونيور وهو يرتدي الخوذة والكمّين والصدرية فقط من البدلة فوق بدلة التقاط حركة لتسهيل تحريك البدلات الأكثر تطورًا. كذلك، صُوّر قافزين مظليين داخل نفق هوائي عمودي لدراسة فيزياء الطيران بدقة. أما لقطات طيران «مارك 3»، فحُرّكت بأسلوب يعكس الواقعية، حيث تقلع البدلة ببطء وتهبط بسرعة. حلّقت الكاميرات في الهواء لتوفير مراجع فيزيائية واقعية تتعلق بحركة الرياح وتجمّد العدسات في مشاهد المواجهة بين آيرون مان وطائرات إف-22 رابتور. ابتكر فافرو أسلوب «عرض شاشة الرأس» (HUD) الذي يُظهر وجه ستارك داخل الخوذة أثناء الطيران أو المعارك من أجل الحفاظ على التواصل البصري مع توني ستارك في اللقطات التي يظهر فيها آيرون مان بتقنية CGI.
عندما شرع المحرر دان ليبنتال في إعداد النسخة الأولية من الفيلم أواخر عام 2007، تبيّن سريعًا أن الفصل الأخير من العمل يعاني خللًا سرديًا؛ إذ بدا وكأنه لا يتعدى «آليين يتبادلان اللكمات»، بحسب تعبير الفريق. حاول القائمون تقليص مدة المشهد، غير أن ذلك لم يُجدِ نفعًا، إذ جاءت النهاية «مخيبة عاطفيًا ومبتورة النبرة على نحو مفاجئ». أمام هذا التحدي، أعادت مارفل التعاقد مع الثنائي آرت ماركوم ومات هولواي، بعد أن كانت قد أنهت التزامات جميع الكتّاب بانتهاء التصوير. اقترح ماركوم وهولواي أن يتضمّن الفصل الختامي عودة درامية إلى إحدى اللحظات السابقة في الفيلم، حين يكتشف توني ستارك أنّ بدلة آيرون مان تعاني من التجمّد في الارتفاعات العالية. تردد فافرو بدايةً في تبني هذا التعديل، نظرًا لتكلفته الإضافية المقدّرة بستة ملايين دولار. غير أن إضراب الكتّاب الوشيك آنذاك عجّل باتخاذ القرار، فسلّم ماركوم وهولواي نسخة معدّلة من النهاية في الرابع من نوفمبر 2007، قبل يوم واحد فقط من بدء الإضراب. ونظرًا لاستحالة إجراء أي تعديلات لاحقة بسبب الإضراب، وعدم توفّر جيف بريدجز لتصوير مشاهد جديدة، عمدت إندستريال لايت آند ماجيك إلى إعادة صياغة نهاية الفيلم باستخدام أكبر قدر ممكن من اللقطات المصوّرة مسبقًا.

## الموسيقى التصويرية
كان الملحن رامين جوادي معجبًا بشخصية آيرون مان منذ طفولته، مؤكدًا أنه لطالما أحبّ الأبطال الخارقين «الذين لا يمتلكون قوى خارقة فعلية». وبعد تعذّر تعاون فافرو مجددًا مع المؤلف الموسيقي جون ديبني، الذي ارتبط بمشاريع أخرى، سعى جوادي بنفسه للحصول على فرصة تأليف موسيقى الفيلم. امتلك فافرو رؤية موسيقية واضحة، تمثّلت في إدماج موسيقى الميتال الثقيلة والغيتارات ضمن التكوين السمعي للعمل، معتبرًا أن توني ستارك أقرب إلى نجم روك منه إلى بطل خارق تقليدي. انسجامًا مع هذه الرؤية، ألّف جوادي الجزء الأكبر من موسيقى الفيلم باستخدام الغيتار، قبل أن يعيد توزيعها للأوركسترا. وقد تلقى دعمًا في التوزيع وإعداد المقاطع الإضافية من هانز زيمر وفريق ريموت كونترول برودكشنز، كما ساهم عازف الغيتار الشهير توم موريلو، من فرقة ريج أغينست ذا ماشين، بأداء حيّ على الغيتار، فضلًا عن ظهوره في مشهد قصير ضمن الفيلم. ويتضمن الشريط الموسيقي كذلك توزيعًا بأسلوب البيغ باند للحن «آيرون مان» الأصلي من مسلسل الرسوم المتحركة ذا مارفل سوبرهيروز (1966)، وهو من إعداد المتعاونَين الدائمَين مع فافرو: جون أوبراين وريك بوستن. وصدر ألبوم الموسيقى التصويرية الرسمي، الذي يضم مقطوعات جوادي، عن شركة ليونزغيت في 29 أبريل 2008.

## التسويق

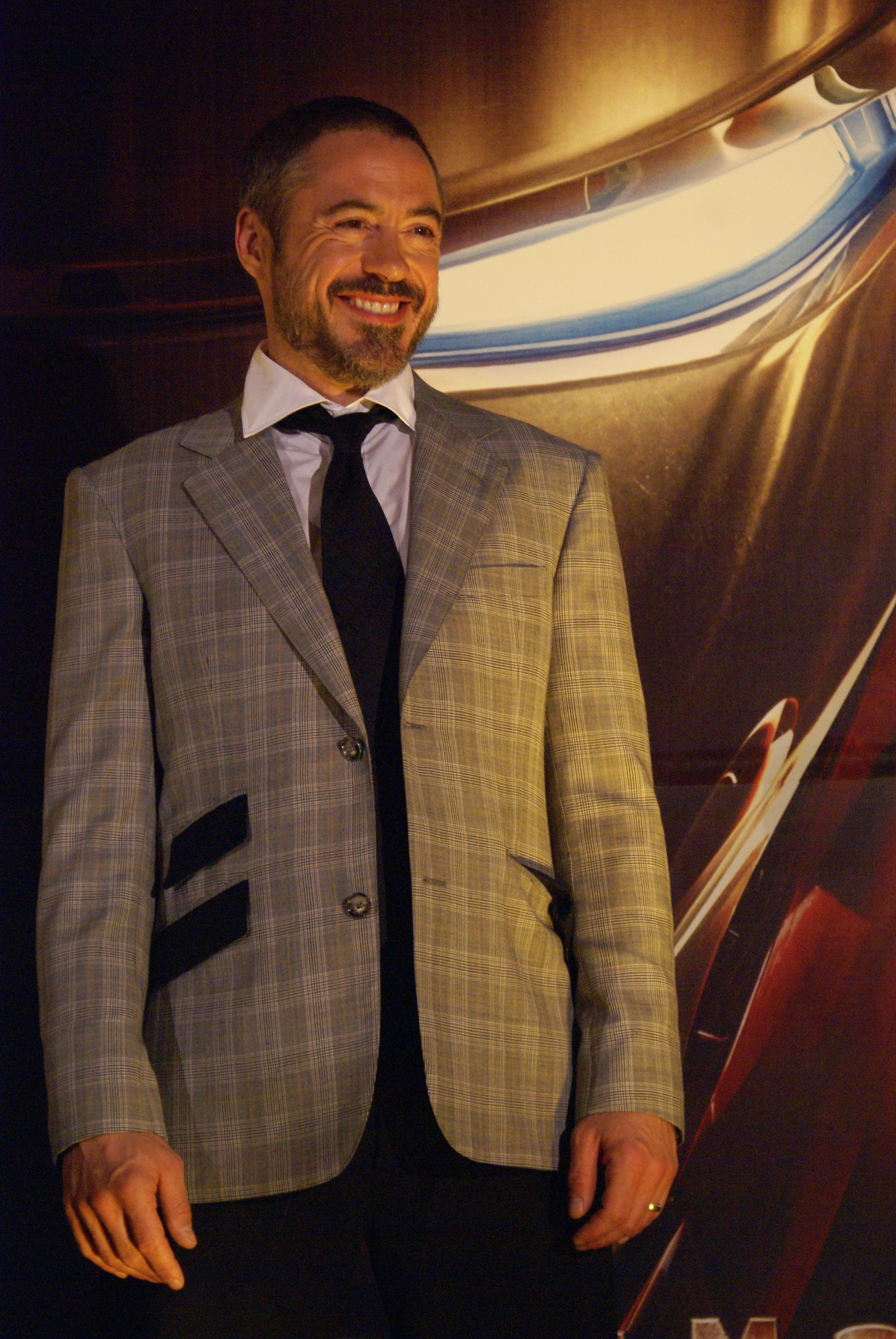
داوني يروج للفيلم في مكسيكو سيتي

شارك جون فافرو وآفي أراد في معرض «كوميك-كون» بمدينة سان دييغو للترويج للفيلم بينما كان الفيلم لا يزال في مرحلة ما قبل الإنتاج في يوليو 2006، حيث كُشف لأول مرة عن تصميم درع آيرون مان من رسم آدي غرانوف، كما أُعلن أن ماندارين سيكون الخصم الرئيسي في العمل. عاد فافرو إلى «كوميك-كون» في العام التالي برفقة روبرت داوني جونيور وكيفن فايغي لمواصلة الترويج، حيث عُرض مقطع تشويقي أولي من الفيلم. وبما أن الجزء الأكبر من المؤثرات البصرية لم يكن جاهزًا بعد، عمل فافرو مع فريق «إندستريال لايت أند ماجيك» على تجهيز مشاهد الطيران تحديدًا، موضحًا: «كنت أعلم أن عليّ إحداث ضجة، لأن الترقب للفيلم حينها كان منعدمًا تمامًا». كما أحضرت «ستان وينستون ستوديوز» مجسمًا بالحجم الطبيعي لدرع آيرون مان لعرضه أمام الجمهور في المعرض، مما ساهم في تعزيز الانطباع البصري المبكر للفيلم.
اتبعت مارفل وباراماونت في حملتهما الترويجية لفيلم آيرون مان نهجًا مشابهًا لحملة فيلم ترانسفورمرز. أصدرت شركة سيغا في مايو 2008 لعبة فيديو رسمية مستوحاة من الفيلم على عدة منصات ألعاب إلكترونية، وشارك في أداء الأصوات داخل اللعبة كل من روبرت داوني جونيور، وتيرينس هوارد، وشون توب، حيث أعادوا تجسيد أدوارهم من الفيلم. كما عُرض إعلان تلفزيوني مدته 30 ثانية خلال استراحة السوبر بول XLII، ما وفّر للفيلم منصة ترويجية كبرى أمام جمهور واسع. من جانبها، أطلقت شركة هاسبرو مجموعة من المجسمات والدمى المستوحاة من دروع آيرون مان المختلفة، إلى جانب شخصية تيتانيوم مان (الذي يظهر في لعبة الفيديو)، فضلاً عن الدرع المستلهم من قصص وورلد وور هالك المصورة.
شاركت سلسلة متاجر 7-إلفن في الترويج لفيلم آيرون مان على مستوى الولايات المتحدة، كما أبرمت مجموعة إل جي اتفاقية رعاية مع شركة باراماونت. وعلى الصعيد العالمي، ساهمت كل من برغر كينغ وأودي في الترويج للفيلم ضمن صفقات رعاية وترويج مشتركة. كان من المقرر أن يتولى جون فافرو إخراج إعلان تجاري خاص بسلسلة مطاعم الوجبات السريعة، على غرار ما فعله مايكل باي مع ترانسفورمرز. يقود توني ستارك في الفيلم سيارة أودي آر8، ويتناول «تشيزبرغر أمريكي» من برغر كينغ عقب إنقاذه من الأسر في أفغانستان، في مشهد يجسد اتفاقية الإعلانات المضمنة مع الشركتين. كما ظهرت ثلاث سيارات أخرى من أودي في الفيلم، هي أودي إس6 سيدان، وإس5 الرياضية، و كيو7 رباعية الدفع. أنشأت شركة أودي موقعًا إلكترونيًا ترويجيًا خاصًا بالفيلم، على غرار ما قامت به شركة جنرال موتورز لفيلم ترانسفورمرز. ساهمت كذلك شركة أوراكل في الترويج للفيلم عبر موقعها الإلكتروني، كما صدرت عدة قصص مصورة مترابطة مع أحداث الفيلم، دعماً لحملته التسويقية.

## الإصدار

### العرض السينمائي
أقيم العرض العالمي الأول لفيلم آيرون مان في صالة غريتر يونيون بشارع جورج في مدينة سيدني الأسترالية، بتاريخ 14 أبريل 2008. وبدأ طرح الفيلم في الأسواق الدولية اعتبارًا من 30 أبريل، قبل أن يُعرض رسميًا في صالات الولايات المتحدة في 2 مايو من العام نفسه. يُعد آيرون مان أول فيلم يُطرح ضمن المرحلة الأولى من عالم مارفل السينمائي (MCU)، واضعًا الأساس لانطلاقة السلسلة السينمائية الموسعة. وفي إطار الاحتفال بالذكرى العاشرة لاستوديوهات مارفل، أُعيد عرض الفيلم لأول مرة بصيغة إيماكس في 30 أغسطس 2018، ضمن مهرجان خاص نظّمته مارفل بهذه المناسبة.

### الإصدار المنزلي
طُرح فيلم آيرون مان على أقراص دي في دي وبلوراي من قِبل شركة باراماونت للترفيه المنزلي في 30 سبتمبر 2008 في الولايات المتحدة وكندا، وتبع ذلك إطلاقه في معظم الأسواق الأوروبية بتاريخ 27 أكتوبر من العام نفسه. وقد حقق الفيلم نجاحًا كبيرًا في سوق الوسائط المنزلية، حيث تجاوزت مبيعاته 4 ملايين نسخة خلال الأسبوع الأول فقط، محققًا عائدات تجاوزت 93 مليون دولار أمريكي. ووصل إجمالي المبيعات إلى نحو 9 ملايين نسخة، بإجمالي إيرادات فاقت 160 مليون دولار، دون احتساب مبيعات أقراص بلوراي. وفي نسخة العرض المنزلي، عُدّلت صورة الصحيفة التي يطالعها توني ستارك قبل إعلانه الشهير «أنا آيرون مان»، وذلك بعد أن تقدم المصوّر الهواة روني آدامز بدعوى قضائية ضد باراماونت ومارفل، مدعيًا استخدام صورة تجسسية التقطها في موقع التصوير دون إذنه. كما تميز إصدار خاص من الفيلم على أقراص دي في دي حصريًا لمتاجر وول مارت باحتوائه على عرضٍ تمهيدي لمسلسل الرسوم المتحركة آيرون مان: مغامرات مدرعة.
أُدرِج الفيلم ضمن مجموعة من عشرة أقراص بعنوان عالم مارفل السينمائي: المرحلة الأولى – تجمع المنتقمون، والتي تضم جميع أفلام المرحلة الأولى من عالم مارفل السينمائي. وقد طُرحت هذه المجموعة عن طريق استوديوهات والت ديزني للترفيه المنزلي في 2 أبريل 2013. أصبح الفيلم في 12 نوفمبر 2021 متاحًا عبر منصة ديزني بلس بنسخته المحسّنة بتقنية آيماكس، التي توفّر تجربة مشاهدة موسّعة وأكثر تفصيلًا للصورة في بعض المشاهد المختارة.

## الاستقبال

### شباك التذاكر
حقق فيلم آيرون مان إيرادات بلغت 319 مليون دولار في الولايات المتحدة وكندا، و266.8 مليون دولار في الأقاليم الأخرى، بإجمالي عالمي قدره 585.8 مليون دولار.
حقق آيرون مان في عطلة نهاية أسبوعه الافتتاحية إيرادات بلغت 98.6 مليون دولار من عروضه في 4،105 صالات داخل الولايات المتحدة وكندا، محتلاً المرتبة الأولى في شباك التذاكر. وبذلك، سجّل في ذلك الحين المركز الحادي عشر ليكون أكبر افتتاح في تاريخ شباك التذاكر، والتاسع من حيث أوسع إطلاق من حيث عدد الصالات، كما كان ثالث أعلى افتتاح لعام 2008 بعد إنديانا جونز ومملكة الجمجمة الكريستالية وفارس الظلام. حقق الفيلم في يوم عرضه الأول 35.2 مليون دولار، ليحلّ في المركز الثالث عشر حينها لأكبر إيراد في يوم واحد. اعتُبر الفيلم ثاني أفضل افتتاح لفيلم غير تابع لسلسلة، بعد سبايدرمان، ورابع أكبر افتتاح لفيلم بطل خارق حتى ذلك الوقت. واصل آيرون مان تصدره شباك التذاكر في الولايات المتحدة وكندا في أسبوعه الثاني بإيرادات بلغت 51.2 مليون دولار، مما جعله ثاني عشر أفضل أسبوع ثانٍ في تاريخ شباك التذاكر، وخامس أفضل أداء لفيلم غير تابع لسلسلة. أصبح آيرون مان في 19 يونيو 2008 أول فيلم في ذلك العام يتخطى حاجز 300 مليون دولار في شباك التذاكر المحلي.

### الاستجابة النقدية
أفاد موقع «روتن توميتوز» بأن فيلم آيرون مان حظي بنسبة إعجاب بلغت 94%، بمتوسط تقييم 7.7 من 10، استنادًا إلى 282 مراجعة نقدية. وجاء في الإجماع النقدي للموقع أن «حيوية روبرت داوني جونيور الآسرة تمنح آيرون مان دفعة قوية، ليُنعش نوع أفلام الأبطال الخارقين بذكاء رشيق وروح مرحة معدية». أما على موقع «ميتاكريتيك»، فقد حصل الفيلم على متوسط تقييم بلغ 79 من 100، بناءً على آراء 38 ناقدًا، وهو ما يشير إلى «مراجعات إيجابية في المجمل». من جهة الجمهور، منحه مرتادو صالات السينما الذين استُطلعت آراؤهم عبر «سينماسكور» درجة «A» على مقياس من A+ إلى F.
وصف تود ماكارثي من فارايتي الفيلم في أوساط الصحافة السينمائية المتخصصة بأنه «عرض ترفيهي واسع النطاق ومبهر بصريًا، يتمتع بطاقة متجددة ولمسة أسلوبية مصقولة». أما كيرك هانیکت من هوليوود ريبورتر فقد امتدح الفيلم عمومًا، مع أنه أعرب عن خيبة أمله من «المعركة الختامية بين نماذج مختلفة من بدلة آيرون مان... كيف تعلّم خصم توني تشغيل البدلة؟». أشاد فرانك لوفيس من نيوزداي، في واحدة من أوائل المراجعات الصادرة عن صحيفة يومية كبرى، بما وصفه «الصدق العاطفي للفيلم... والاختيار التمثيلي المتقن، والعلم الخارق المصوَّر بصورة واقعية»، مؤكدًا أن الفيلم «ظل وفيًا للمادة الأصلية، في الوقت الذي حدثها وبيّن أن سرّ خلود هذه المادة لا يكمن فقط في براعة رجل يرتدي بدلة معدنية، بل في البعد الإنساني الذي أوصله إلى تلك النقطة». أما روجر إيبرت من شيكاغو صن-تايمز، فقد منح الفيلم العلامة الكاملة – أربع نجوم من أربع – مشيدًا بأداء داوني جونيور، ومؤكدًا أن «ما يمنح الفيلم إقلاعه الحقيقي ويُميّزه عن معظم أفلام الأبطال الخارقين الأخرى هو روبرت داوني جونيور نفسه». من جانبه، اعتبر أنتوني سكوت من نيويورك تايمز الفيلم «واحدًا من أفلام الأبطال الخارقين الجيدة على نحو غير مألوف... أو على الأقل، فيلمًا جيدًا بأساليب غير معتادة، رغم ما يعتريه من مشكلات». وفي الصحافة المتخصصة، نوّه غارث فرانكلين من دارك هورايزنز بروعة «الديكورات والميكانيكيات المبهرة التي تندمج بسلاسة مع المؤثرات البصرية»، مضيفًا أن «روبرت داوني جونيور، إلى جانب المخرج جون فافرو... ساعدا هذا الفيلم على تجاوز القوالب التقليدية. والنتيجة عمل، وإن لم يكن أصليًا بالكامل أو ثوريًا، إلا أنه يبعث على الانتعاش بإخلاصه في الابتعاد عن الدراما القاتمة لصالح فيلم حركة خفيف يرضي الجماهير، تُزيّنه لمسات مناهضة للحرب وثيمات عن الخلاص».
وصف ديفيد إديلستين من مجلة نيويورك، في الصحف الأسبوعية الصادرة في المدن الكبرى، الفيلم بأنه «قطعة مشذبة من صناعة الأسطورة... لا يلجأ فافرو إلى إطارات القصص المصورة المبالغ في تصفيفها – على الأقل في النصف الأول – بل يلامس الواقع، حتى ليُخيَّل إليك أنك تشاهد إثارة عسكرية». وعلى النقيض من ذلك، قدّم ديفيد دينبي من ذا نيويوركر مراجعة سلبية، معتبرًا أن «العرض بأسره يتّسم بشيء من الكآبة والإحساس بالروتين... غوينيث بالترو، التي توسّع عينيها وتبدو مرتجفة، لا تملك الكثير لتقدمه في دور كلاسيكي عتيق مجسدة فتاة الجمعة الخاصة بستارك، التي تحبه لكنها لا تستطيع البوح بذلك؛ أما تيرينس هاوارد، الذي يجسد دور ضابط عسكري يلاحق ستارك، فيبدو فاقد الحماسة وكأنه أمر مفروغ منه». أما تود جيلكريست من آي جي إن، فقد اعتبر داوني «أفضل ما في الفيلم»، مؤكدًا أن العمل «يؤدي وظيفته بشكل آلي، مقدّمًا التطورات السردية والتفاصيل الشخصية المطلوبة لملء قالب حكاية النشأة التقليدية، بينما ينجح الممثلون في بثّ الحياة في أدوارهم المألوفة».

### الجوائز
| السنة | الجائزة                                | الفئة                                                         | المرشح/ون                                                                   | النتيجة | المرجع          |
| ----- | -------------------------------------- | ------------------------------------------------------------- | --------------------------------------------------------------------------- | ------- | --------------- |
| 2008  | جوائز إم تي في السينمائية              | أفضل فيلم صيفي حتى الآن                                       | آيرون مان                                                                   | فوز     | [ 170 ]         |
| 2008  | جوائز اختيار المراهقين                 | خيار المراهقين: فيلم أكشن                                     | آيرون مان                                                                   | رُشِّح     | [ 171 ]         |
| 2008  | جوائز اختيار المراهقين                 | خيار المراهقين: ممثل في فيلم أكشن                             | روبرت داوني جونيور.                                                         | رُشِّح     | [ 171 ]         |
| 2008  | جوائز اختيار المراهقين                 | خيار المراهقين: ممثلة في فيلم أكشن                            | جوينيث بالترو                                                               | رُشِّح     | [ 171 ]         |
| 2008  | جوائز اختيار المراهقين                 | خيار المراهقين: شرير في فيلم                                  | جيف بريدجز                                                                  | رُشِّح     | [ 171 ]         |
| 2008  | جوائز سكريم                            | جائزة سكريم النهائية                                          | آيرون مان                                                                   | رُشِّح     | [ 172 ]         |
| 2008  | جوائز سكريم                            | أفضل فيلم خيال علمي                                           | آيرون مان                                                                   | فوز     | [ 172 ]         |
| 2008  | جوائز سكريم                            | أفضل ممثل في فيلم خيال علمي                                   | روبرت داوني جونيور.                                                         | فوز     | [ 172 ]         |
| 2008  | جوائز سكريم                            | أفضل ممثلة في فيلم خيال علمي                                  | جوينيث بالترو                                                               | رُشِّح     | [ 172 ]         |
| 2008  | جوائز سكريم                            | أفضل ممثل مساعد                                               | تيرينس هوارد                                                                | رُشِّح     | [ 172 ]         |
| 2008  | جوائز سكريم                            | أفضل بطل خارق                                                 | روبرت داوني جونيور.                                                         | رُشِّح     | [ 172 ]         |
| 2008  | جوائز سكريم                            | أفضل شرير                                                     | جيف بريدجز                                                                  | رُشِّح     | [ 172 ]         |
| 2008  | جوائز سكريم                            | أفضل مخرج                                                     | جون فافرو                                                                   | رُشِّح     | [ 172 ]         |
| 2008  | جوائز سكريم                            | أفضل فيلم مستوحى من قصص مصورة                                 | آيرون مان                                                                   | رُشِّح     | [ 172 ]         |
| 2008  | جوائز سكريم                            | أفضل سيناريو                                                  | مارك فيرغوس وهاوك أوستبي & آرت ماركوم ومات هولواي                           | رُشِّح     | [ 172 ]         |
| 2008  | جوائز سكريم                            | أفضل مؤثرات بصرية                                             | آيرون مان                                                                   | رُشِّح     | [ 172 ]         |
| 2008  | جوائز سكريم                            | أفضل عبارة                                                    | «أنا آيرون مان»                                                             | رُشِّح     | [ 172 ]         |
| 2008  | جوائز سكريم                            | مشهد «يا إلهي!» لهذا العام                                    | أول طيران لـ آيرون مان                                                      | رُشِّح     | [ 172 ]         |
| 2008  | جوائز سكريم                            | مشهد «يا إلهي!» لهذا العام                                    | الهروب من مخبأ الخواتم العشر                                                | رُشِّح     | [ 172 ]         |
| 2008  | جوائز ساتالايت                         | أفضل مونتاج                                                   | دان ليبنتال                                                                 | فوز     | [ 173 ] [ 174 ] |
| 2008  | جوائز ساتالايت                         | أفضل صوت                                                      | كريستوفر بويس                                                               | رُشِّح     | [ 173 ] [ 174 ] |
| 2008  | جوائز ساتالايت                         | أفضل مؤثرات بصرية                                             | جون نيلسون، شين ماهان، بين سنو، دانييل سوديك                                | رُشِّح     | [ 173 ] [ 174 ] |
| 2008  | جوائز ساتالايت                         | أفضل محتوى إضافي لقرص دي في دي                                | آيرون مان: إصدار جامع من قرصين                                              | فوز     | [ 173 ] [ 174 ] |
| 2008  | جوائز ساتالايت                         | أفضل إصدار بلوراي بشكل عام                                    | آيرون مان                                                                   | رُشِّح     | [ 173 ] [ 174 ] |
| 2009  | جوائز اختيار الجمهور                   | الفلم المفضل                                                  | آيرون مان                                                                   | رُشِّح     | [ 175 ]         |
| 2009  | جوائز اختيار الجمهور                   | نجم الأكشن المفضل                                             | روبرت داوني جونيور                                                          | رُشِّح     | [ 175 ]         |
| 2009  | جوائز اختيار الجمهور                   | نجم الأفلام الذكر المفضل                                      | روبرت داوني جونيور                                                          | رُشِّح     | [ 175 ]         |
| 2009  | جوائز اختيار الجمهور                   | البطل الخارق المفضل                                           | روبرت داوني جونيور. بدور آيرون مان                                          | رُشِّح     | [ 175 ]         |
| 2009  | جوائز نقابة ممثلي الشاشة               | أفضل أداء جماعي بواسطة فريق حركات في فيلم سينمائي             |                                                                             | رُشِّح     | [ 176 ]         |
| 2009  | جوائز سكريبتر لـ جامعة جنوب كاليفورنيا | جائزة سكريبتَر السنوية الـ21 التابعة لـ جامعة جنوب كاليفورنيا  | مارك فيرغوس وهاوك أوستبي & آرت ماركوم ومات هولواي                           | رُشِّح     | [ 177 ]         |
| 2009  | جوائز الأكاديمية البريطانية للأفلام    | أفضل مؤثرات بصرية خاصة                                        | جون نيلسون، شين ماهان، بين سنو                                              | رُشِّح     | [ 178 ]         |
| 2009  | جوائز غرامي                            | أفضل ألبوم موسيقي تصويري لفيلم أو تلفزيون أو وسائط مرئية أخرى | رامين جوادي                                                                 | رُشِّح     | [ 179 ]         |
| 2009  | جوائز جمعية المؤثرات البصرية           | أفضل مؤثرات بصرية في فيلم طويل يعتمد على المؤثرات             | بين سنو، هال هيكل، فيكتوريا ألونسو، وجون نيلسون                             | رُشِّح     | [ 180 ]         |
| 2009  | جوائز جمعية المؤثرات البصرية           | أفضل مشهد مؤثر بصري منفرد في العام                            | بين سنو ‏، واين بيلهمر، فيكتوريا ألونسو ‏، وجون نيلسون                        | رُشِّح     | [ 180 ]         |
| 2009  | جوائز جمعية المؤثرات البصرية           | أفضل شخصية متحركة في فيلم حي                                  | هال هيكل ‏، بروس هولكومب، جيمس تولي، وجون وولكر                              | رُشِّح     | [ 180 ]         |
| 2009  | جوائز جمعية المؤثرات البصرية           | أفضل نماذج ومجسمات في فيلم طويل                               | آرون مكبرايد، روسيل بول، جيرالد غوشمدت، وكينجي ياماغوتشي لـ «آلة البدلة»    | رُشِّح     | [ 180 ]         |
| 2009  | جوائز جمعية المؤثرات البصرية           | أفضل دمج بصري في فيلم طويل                                    | جوناثان روثبارت، دارف روش، كايل مككولوش، وكينت سيكي لـ «تركيبات عرض الشاشة» | رُشِّح     | [ 180 ]         |
| 2009  | جوائز الأوسكار                         | أفضل تحرير صوتي                                               | فرانك إيلنر وكريستوفر بوييس                                                 | رُشِّح     | [ 181 ]         |
| 2009  | جوائز الأوسكار                         | أفضل مؤثرات بصرية                                             | جون نيلسون، شين ماهان، بين سنو، دانييل سوديك                                | رُشِّح     | [ 181 ]         |
| 2009  | جوائز نكلوديون للأطفال                 | الفيلم المفضل                                                 | آيرون مان                                                                   | رُشِّح     | [ 182 ]         |
| 2009  | جوائز إمباير                           | أفضل فيلم                                                     | آيرون مان                                                                   | رُشِّح     | [ 183 ]         |
| 2009  | جوائز إمباير                           | أفضل ممثل                                                     | روبرت داوني جونيور                                                          | رُشِّح     | [ 184 ]         |
| 2009  | جوائز إمباير                           | أفضل فيلم خيال علمي                                           | آيرون مان                                                                   | رُشِّح     | [ 185 ]         |
| 2009  | جوائز تاوروس العالمية للحركات الخطيرة  | أقوى ضربة                                                     | آيرون مان                                                                   | فوز     | [ 186 ]         |
| 2009  | جوائز تاوروس العالمية للحركات الخطيرة  | أفضل منسق حركات أو مخرج وحدة ثانية                            | توماس ر. هاربر، فيل نيلسون، وكيث وولارد                                     | رُشِّح     | [ 186 ]         |
| 2009  | جوائز تاوروس العالمية للحركات الخطيرة  | أفضل حركة نارية                                               | مايك جوستوس، داميين مورينو، و تيموثي ب، تريلا                               | فوز     | [ 186 ]         |
| 2009  | جوائز إم تي في للأفلام                 | أفضل فيلم                                                     | آيرون مان                                                                   | رُشِّح     | [ 187 ]         |
| 2009  | جوائز إم تي في للأفلام                 | أفضل مؤدي                                                     | روبرت داوني جونيور.                                                         | رُشِّح     | [ 187 ]         |
| 2009  | جوائز ساتورن                           | أفضل فيلم خيال علمي                                           | آيرون مان                                                                   | فوز     | [ 188 ] [ 189 ] |
| 2009  | جوائز ساتورن                           | أفضل ممثل                                                     | روبرت داوني جونيور.                                                         | فوز     | [ 188 ] [ 189 ] |
| 2009  | جوائز ساتورن                           | أفضل ممثلة                                                    | غوينيث بالترو                                                               | رُشِّح     | [ 188 ] [ 189 ] |
| 2009  | جوائز ساتورن                           | أفضل ممثل مساعد                                               | جيف بريدجز                                                                  | رُشِّح     | [ 188 ] [ 189 ] |
| 2009  | جوائز ساتورن                           | أفضل مخرج                                                     | جون فافرو                                                                   | فوز     | [ 188 ] [ 189 ] |
| 2009  | جوائز ساتورن                           | أفضل سيناريو                                                  | مارك فيرغوس وهاوك أوستبي & آرت ماركوم ومات هولواي                           | رُشِّح     | [ 188 ] [ 189 ] |
| 2009  | جوائز ساتورن                           | أفضل موسيقى تصويرية                                           | رامين جوادي                                                                 | رُشِّح     | [ 188 ] [ 189 ] |
| 2009  | جوائز ساتورن                           | أفضل مؤثرات بصرية                                             | آيرون مان                                                                   | رُشِّح     | [ 188 ] [ 189 ] |
| 2009  | جائزة هوغو                             | أفضل تقديم درامي – فئة العمل الطويل                           | آيرون مان                                                                   | رُشِّح     | [ 190 ]         |

اختار كلٌّ من روجر إيبرت وريتشارد كورليس فيلم آيرون مان ضمن قائمة أفلامهما المفضّلة لعام 2008. كما صنّفه معهد الفيلم الأمريكي ضمن قائمة أفضل عشرة أفلام صدرت في ذلك العام، فيما أدرجه مجلّة إمباير ضمن قائمتها لأعظم 500 فيلم في تاريخ السينما. ونال شخصية توني ستارك مكانة خاصة، إذ اختارته إمباير ضمن قائمة أعظم 100 شخصية سينمائية على الإطلاق، بينما حلّ في المرتبة السابعة والثلاثين ضمن قائمة «أعظم 100 شخصية خيالية» التي أعدّها موقع Fandomania.com. وفي عام 2022، اختارت مكتبة الكونغرس الأمريكي آيرون مان لإدراجه ضمن السجل الوطني للأفلام، مُعتبرة إيّاه «عملًا ذا قيمة ثقافية وتاريخية وجمالية». وقد علّق المنتج كيفن فيغي على هذا الاختيار قائلًا إن إدراج الفيلم في السجل يُعدّ دليلاً على أنّه «صمد أمام اختبار الزمن، وما يزال يحتفظ بوقعه المؤثّر لدى الجماهير في مختلف أنحاء العالم».

## الأجزاء اللاحقة
انطلقت سلسلة آيرون مان بجزأين لاحقين أُنتجا في إطار عالم مارفل السينمائي. وقد تولّى كتابة الجزء الثاني جاستن ثيرو، وجرى عرضه في الولايات المتحدة في 7 مايو 2010، مع عودة المخرج جون فافرو إلى كرسي الإخراج، وعودة كلٍّ من روبرت داوني جونيور، غوينيث بالترو، كلارك غريغ، وصامويل إل. جاكسون إلى أدوارهم. وفي هذا الجزء، تولّى دون تشيدل تجسيد شخصية العقيد جيمس رودس، بديلًا عن تيرينس هوارد، وظهر لأول مرة بهيئة «وور ماشين». وشارك في البطولة ميكي رورك في دور الشرير إيفان فانكو، وسام روكويل بدور جاستن هامر، وسكارليت جوهانسون في ظهورها الأول بدور العميلة ناتاشا رومانوف من منظمة شيلد. أما الجزء الثالث، فقد طُرح في 3 مايو 2013، من إنتاج استوديوهات مارفل وتوزيع استوديوهات والت ديزني. وقد آثر فافرو الانسحاب من الإخراج مفضّلًا التفرغ لمشروع مملكة السحر، لكنه واصل تجسيد شخصية «هابي هوغان». وعاد في هذا الجزء كلٌّ من داوني، بالترو، وتشيدل، في حين تولّى شين بلاك الإخراج، انطلاقًا من سيناريو كتبه بالتعاون مع درو بيرس. وضمّ العمل أيضًا غاي بيرس في دور ألدرش كيليان، وبن كينغسلي في دور تريفور سلاتري.

## وصلات خارجية
- آيرون مان على موقع IMDb (الإنجليزية)
- آيرون مان على موقع ميتاكريتيك (الإنجليزية)
- آيرون مان على موقع الموسوعة البريطانية (الإنجليزية)
- آيرون مان على موقع روتن توميتوز (الإنجليزية)
- آيرون مان على موقع نتفليكس (الإنجليزية)
- آيرون مان على موقع قاعدة بيانات الأفلام العربية
- آيرون مان على موقع ألو سيني (الفرنسية)
- آيرون مان على موقع Turner Classic Movies (الإنجليزية)
- آيرون مان على موقع أول موفي (الإنجليزية)
- آيرون مان على موقع بوكس أوفيس موجو (الإنجليزية)
- (بالإنجليزية) الموقع الرسمي